# ورم عصبي
الورم العصبي (بالإنجليزية: Neuroma)‏، هو نمو ورم أو تورم الأنسجة العصبية، تميل الأورام العصبية إلى أن تكون حميدة (أي ليست خبيثة). العديد من الأورام العصبية، بما فيها الأورام الخبيثة الشائعة يشار إليها بمصطلحات أخرى في الوقت الحاضر.
يمكن أن تنشأ الأورام العصبية من أنواع مختلفة من الأنسجة العصبية، تشمل الألياف العصبية وغمد المايلين. كما هو الحال في الأورام الوراثية مثل الاورام العصبية العقدية وورم المحاوير.
كما يستخدم المصطلح للإشارة إلى أي تورم في العصب، حتى في حالة عدم وجود نمو غير طبيعي للخلايا. على وجه الخصوص ينشأ ورم العصب الرضحي [الإنجليزية] عن صدمة في العصب غالبًا أثناء إجراء جراحي. أما ورم مورتون فيؤثر على القدم. يمكن أن تكون الأورام العصبية مؤلمة أحيانًا، أو يمكن أن تؤدي إلى أعراض أخرى كما في حالة ورم العصب السمعي.

## الأنواع
- الورم السمعي: بطئ نمو الورم الحميد بالعصب السمعي.[4] تبدا أعراضه غالبا بعد سن الثلاثين وتشمل: الدوخة، الصداع، الدوار، فقدان التوازن، احساس بالرنين وفقدان الحس (الخدر).[5]

- الورم العصبي العقدي: ورم بالألياف العصبية الودية ناجمة عن خلايا العرف العصبي.[6]
- ورم باتشيني: نادر جدا، مؤلم، ويعد ورم حميد متضخم من كريات باتشيني (مسؤول عن حساسية الاهتزاز والضغط) يرتبط بتاريخ الصدمة في بعض الاحيان.[7]

## تورمات عصبية أخرى
بعض الأشكال الحميدة من الورم العصبي ليست أورامًا بالمعنى الكامل للكلمة.
- الورم العصبي يتبع أشكال متعددة من إصابة العصب (غالبا نتيجة لعملية جراحية).تحدث في نهاية العصب المصاب نتيجة للتنظيم غير الفعال لتجديد الاعصاب. يحدث غالبا بالقرب من الجرح. إما بشكل سطحي (سطح الجلد، دهون تحت الجلد) أو عميقة مثل بعد عملية استئصال المرارة .غالبا تكون مؤلمة. تشمل الأسماء الأخرى له (pseudoneuroma)، (amputation neuroma)، (scar neuroma).

- ورم مورتون (اعتلال عصب في القدم) مثال أعم استخداماً من مصطلح نيروما. يفضل البعض مصطلح «المشط موترون» لتجنب استخدام مصطلح (الورم العصبي) وارتباطه مع الاورام.[8]

## علم أصول الكلمات
يعود جذر الكلمة (neuro-) إلى الأصول اليونانية لكلمة عصب (νεῦρον)، بينما اللاحقة - ورم (-ωμα) تدل على التورم. لا يعني مقطع (neuro-) أن الأورام العصبية تنشأ بالضرورة من الخلايا العصبية؛ تنشأ الأورام العصبية عمومًا من أنسجة عصبية. تم استخدام الكلمة في الأصل للإشارة إلى أي ورم عصبي ولكن تطور معناها.